# 中國戰區中國陸軍總司令部
中國戰區中國陸軍總司令部（简称“陆总”）設立於1944年12月，负责中華民國國民革命軍西南各战区部队统一指挥和整训的责任，協助同盟國作戰，並負責中國西南部各戰區與緬甸北部的反攻與防守戰情。另一方面，也配合同盟國各國部隊綜合運用。
駐雲南昆明。中國陸軍總司令部總司令為國民政府軍事委員會原军政部长何應欽，轄遠征軍衛立煌部、黔桂湘边区湯恩伯部、第四戰區張發奎部、滇越边区盧漢部、及杜聿明的第五集团军和李玉堂的第二十七集团军，共有二十八個軍、八十六個師，以一整編師八千人來核算，規模在六十五萬兵員以上。何应钦在就任仪式上宣布，陆总是建立现代化国民党军队的开始，以中国的人力配合美国的物资装备，以革命精神配合合理训练，以求战胜日军。1945年2月，陆军总后勤司令部建，完全由美军控制，负责陆总所有部队的军械、军需、粮秣之补贴。1945年2-4月，废除战区、集团军番号，裁撤其长官部与总司令部，将部队重新编组为四个方面军，各级司令部的组织也按照美军司令部的模式，改过去参谋、副官、军务等6—8个处为美军的G1-G4处（分管人事、作战、情报、后勤）：第一方面軍（盧漢為司令官）、第二方面軍（張發奎）、第三方面軍（湯恩伯，1945年之後，搶灘上海接受日軍投降）及第四方面軍（王耀武）等四個方面軍，不過配置美軍配備的該司令部軍力仍為中國陸軍主力。这四个方面军在1945年8月後，同许多抗日战争战区一样，成为代表同盟国接受日軍受降的受降區的基本受降单位。

## 戰鬥序列

### 1945年1月1日編成
- 中國戰區陸軍總司令部（驻昆明）
  - 总司令何应钦
  - 参谋长萧毅肃、副参谋长冷欣和蔡文治
    - 副官处处长陈又新
    - 经理处处长金殿策
    - 工兵指挥部指挥官马崇六
    - 炮兵指挥部指挥官彭孟缉
    - 军法执行监部军法监金奎璧

  - 政治部主任李惟果
  - 中國遠征軍
  - 黔桂湘邊區
  - 第四戰區暨第二十七集團軍
  - 滇越邊區
  - 第五集團軍，昆明防守司令

### 1945年4月1日改編
- 中國戰區陸軍總司令部：何應欽 （昆明）
  - 總司令部直轄
    - 第54軍（第8、36、198師）闕漢騫
    - 新6軍（第14、新22、青年軍207師）廖耀湘
    - 砲兵第5、14、41、49團
    - 通信兵第6團
    - 憲兵第20團

  - 昆明防守司令部：杜聿明
    - 第5軍（第200、45、96師）邱清泉
    - 第8軍（第166、103、榮1師）李彌
    - 昆明警備司令：暫9師
    - 第48師鄭庭笈，裝甲兵第1團

  - 第一方面軍：盧漢（由滇越邊區第一、九集團軍改編）
    - 第60軍（第182、184師）安恩溥
    - 第93軍（暫18、20、22師）張沖
    - 第52軍（第2、25、195師）趙公武
    - 第93師
    - 山砲兵團
    - 砲兵團

  - 第二方面軍：張發奎（由第四戰區改編）駐桂西
    - 第46軍（第188、175、新19師）黎行恕～韓鍊成
    - 第64軍（第131、156、159師）张弛
    - 第62軍（第151、95、157、158師）黃濤
    - 高雷守備區：鄧鄂
    - 憲兵第5團

  - 第三方面軍：湯恩伯（由黔桂湘邊區改編），1945年9月6日空運上海
    - 第二十七集團軍：李玉堂
      - 第20軍（第133、134師）楊幹才
      - 第26軍（第41、44、169師）丁治磐

    - 第94軍（第121、43、5師）牟廷芳
    - 第13軍（第4、89、54師）石覺
    - 第71軍（第87、91、88師）陳明仁
    - 砲兵第1旅彭孟緝
    - 砲兵第51團李道恭

  - 第四方面軍：王耀武（由黔桂湘邊區第二十四集團軍改編），1945年9月6日進入長沙
    - 第73軍（第15、77、193師）韓浚
    - 第74軍（第51、57、58師）施中誠
    - 第100軍（第19、63師）李天霞
    - 第18軍（第11、18、118師）胡璉
    - 砲兵指揮組

## 沿革
原拟将陆军总部迁驻贵阳，后因湘西会战，改迁湖南芷江。总部到芷江不久，日本即宣布投降，当即组织成立陆军总部南京前进指挥所，由副参谋长冷欣任主任，负责指挥南京对日受降诸事宜，指挥所的人员当即空运南京。
前进指挥所到达南京后，首先勘定陆军总部设在原中央陆军军官学校内。不久陆军总部也全部空运到南京。1945年9月9日在陆军总部大礼堂举行对日受降仪式隆重。
- 第一方面军卢汉率五十二军、五十三军、六十军进入越南。1945年9月28日在河内主持日本第38军投降。
- 第二方面军张发奎率部就近接收华南地区城市。1945年9月16日在广州接受日本第23军投降。
- 第三方面军汤恩伯部空运到京沪沿线，司令部驻无锡，接收京沪地区。1945年9月10日在南京接受日本第6军投降。1945年9月11日在上海接受日本第13军投降。
- 第四方面军王耀武部配合九战区薜岳、六战区孙蔚如接收长沙、武汉等地区。1945年9月15日在长沙接受日本第20军投降。
- 东北行营主任熊式辉接收东北地区，抽调第一方面军的52A和第三方面军的十三军分别海运去秦皇岛。
- 抽调胡宗南的三十四集团军李文部率三军、十六军经山西进驻石家庄
- 北平行营主任李宗仁接收华北地区，空运九十二军、九十四军分驻平津，配合第十一战区孙连仲、第十二战区傅作义
- 第二战区阎锡山接收太原。

## 行憲改編
1946年5月31日，國民政府宣佈中國因即將實施憲政，明令裁撤軍事委員會及其所屬各部會、以及行政院之軍政部，改於行政院設立國防部。1946年6月1日，中國陸軍總司令部與國民政府軍事委員會軍訓部合併整編成陸軍總司令部，直屬同時成立的國防部。

### 引用
1. ↑  . 中正文教基金會. 2013-05-01  [2017-09-09]. （原始内容存档于2017-09-09） （中文（臺灣））.